# Chryste Gaines
Chryste Dionne Gaines (* 14. September 1970 in Lawton) ist eine ehemalige US-amerikanische Leichtathletin, die sich auf den 100-Meter-Lauf spezialisiert hat.
2001 gewann sie den Titel bei den US-amerikanischen Meisterschaften im 100-Meter-Lauf. International trat sie unter anderem als Siegerin der Panamerikanischen Spiele 1995 in Mar del Plata über 100 Meter und als Dritte bei den Hallenweltmeisterschaften 2001 in Lissabon über 60 Meter in Erscheinung.
Ihre größten Erfolge feierte sie jedoch als Mitglied der US-amerikanischen 4-mal-100-Meter-Staffel. Sie gewann mit der Staffel die Goldmedaille bei den Olympischen Spielen 1996 in Atlanta sowie zwei Goldmedaillen und eine Silbermedaille bei Weltmeisterschaften.
Bei den Olympischen Spielen 2000 in Sydney belegte sie gemeinsam mit Marion Jones, Torri Edwards und Nanceen Perry den dritten Platz. 2007 gestand Marion Jones jedoch den Missbrauch von Dopingmitteln und gab ihre fünf olympischen Medaillen aus Sydney zurück, darunter die Bronzemedaille aus der 4-mal-100-Meter-Staffel. Im folgenden Jahr entschied das Exekutivkomitee des Internationalen Olympischen Komitees, auch ihren Mannschaftskolleginnen die Medaille abzuerkennen.
Gaines selbst wurde im Rahmen der BALCO-Affäre im Dezember 2005 wegen der Verwendung verbotener Substanzen von der USADA rückwirkend zum Juni des Jahres für zwei Jahre gesperrt, außerdem wurden alle Ergebnisse ab November 2003 annulliert. Nach Ablauf ihrer Sperre verpasste sie die Qualifikation für die Olympischen Spiele 2008 in Peking deutlich.
Chryste Gaines ist 1,70 m groß und hatte ein Wettkampfgewicht von 57 kg.

## Bestleistungen
- 100 m: 10,86 s, 14. September 2003, Monaco
- 200 m: 22,67 s, 23. September 2003, Yokohama
- 60 m (Halle): 7,12 s, 11. März 2001, Lissabon